# Ariane de Rothschild
Ariane de Rothschild, née Ariane Langner le 14 novembre 1965 à San Salvador, est une banquière et femme d'affaires française, directrice générale du groupe Edmond de Rothschild depuis mars 2023. Elle est la première femme à la tête d'un établissement financier de la famille Rothschild toutes branches confondues. Elle supervise également Edmond de Rothschild Heritage, qui réunit les activités « art de vivre » d'Edmond de Rothschild.
Ariane de Rothschild est la veuve du baron Benjamin de Rothschild (1963-2021) et propriétaire de la banque familiale à hauteur de plus de 80 %. Sa fortune est, selon le magazine Challenges, estimée à 5 milliards d'euros en 2024.

## Biographie

### Jeunesse, études et débuts professionnels
Née à San Salvador au sein d'une famille internationale, elle passe son enfance entre le Bangladesh, le Mozambique, la Colombie et le Zaïre où son père travaille successivement,. Elle parle cinq langues.
Elle étudie à Sciences Po Paris, puis est titulaire d'un MBA de l'université Pace à New York.
En 1986, Ariane de Rothschild commence sa carrière à 21 ans à la Société générale comme trader à Wall Street. En 1992, elle rejoint ensuite la compagnie d'assurances AIG.

### Edmond de Rothschild

#### Activités financières
En 1993, Ariane de Rothschild intègre la Compagnie financière Edmond de Rothschild. En 2006, elle intègre son conseil de surveillance, accédant à la vice-présidence des activités bancaires en 2008. Elle rejoint les conseils d'administration des autres entités du groupe.
En janvier 2015, Ariane de Rothschild est nommée présidente du comité exécutif du Groupe Edmond de Rothschild. Elle est la première femme à la tête d'un établissement de la famille Rothschild, toutes branches confondues. À son arrivée, elle regroupe les filiales bancaires autour d'une marque unique Edmond de Rothschild et renforce sa stratégie d'investissement à impact social. Le personnel du groupe atteint la parité femmes-hommes de la base jusqu'au comité exécutif.
Décrite par le magazine Challenges comme une travailleuse acharnée, Ariane de Rotschild opère des changements en profondeur au sein du groupe. Son objectif est de reprendre la main sur une gestion globale devenue éparse, en faisant de la Suisse le point central des opérations,.
En mars 2019, la banque Edmond de Rothschild lance une offre publique d'achat et se retire de la bourse de Zurich. Le capital est alors détenu à 100 % par la famille Benjamin de Rothschild, permettant une stratégie d'alignement des intérêts à très long terme. Le mois suivant, Ariane de Rothschild est nommée présidente du conseil d'administration du groupe. Début 2021, la mort de son époux la laisse seule à la tête d'une banque, dont la valeur est estimée à 4 milliards d'euros selon le magazine Challenges.
En 2023, elle devient CEO d'Edmond de Rothschild. Elle s'attache à poursuivre le développement international des activités de la banque, avec en 2023 l'annonce d'un partenariat au Vietnam pour créer la première banque privée du pays.
En juin 2024, elle annonce avec SNB Capital, une grosse société de gestion au Moyen-Orient, le lancement en Arabie saoudite d'une activité de dette d'infrastructure via une joint-venture avec Watar Partners.

#### Edmond de Rothschild Heritage
En 1997, à la suite du décès du baron Edmond de Rothschild (1926-1997), elle reprend la gestion de la Société française des Hôtels de Montagne (SFHM), qui regroupe les activités « art de vivre » de la famille : domaines vinicoles, hôtellerie, restauration, fromagerie, exploitation agricole et pépinières, ainsi que des actifs vinicoles et fermiers de la famille. Avec le baron Benjamin de Rothschild, elle s'engage alors dans une stratégie de croissance, de rationalisation et de diversification de ces activités non-financières.
En 2010, poursuivant la stratégie de diversification des activités, elle crée l'activité de Bodegas Benjamín de Rothschild & Vega Sicilia, dont l'objectif est de développer de nouveaux vins de prestige en Espagne.
En 2016, sous son impulsion, la SHFM devient Edmond de Rothschild Heritage.

#### Gitana
Avec l’écurie de course au large « Team Gitana » qu’elle crée avec son mari en 2000, Ariane de Rothschild perpétue une passion familiale pour la voile,de plus de 150 ans.
En octobre 2015, la construction de Gitana 17 est lancée en collaboration avec l’architecte naval Guillaume Verdier qui l’imagine comme une œuvre d’art et le street artiste new-yorkais Cleon Peterson pour l’habillage du maxi-trimaran. Mis à l’eau en 2017, Gitana 17 est présenté comme la plus grande œuvre hors les murs du Palais de Tokyo et, grâce à une technologie de pointe, le premier maxi-multicoque de course au large volant.
En 2023, Ariane de Rothschild annonce la construction d'un nouveau trimaran, baptisé Gitana 18 dont la mise à l'eau est prévue en septembre 2025,.
Présenté comme une nouvelle rupture, ce “maxi Edmond de Rothschild” nécessite 50 000 heures de travail et “l’armatrice” fait à nouveau appel à deux artistes pour son habillage, les frères Quistrebert pour “provoquer une rencontre entre deux mondes”.
En février 2024, le Gitana 17 remporte l’Arkea Ultim Challenge-Brest après 50 jours de navigation en mer en solitaire et sans assistance.

## Philanthropie familiale
Ariane de Rothschild se consacre aux Fondations Edmond de Rothschild, intervenant sur cinq thèmes : l'art et la culture, la santé et la recherche, l'expertise philanthropique, le dialogue interculturel, et l'entrepreneuriat social.
Le prix Ariane de Rothschild est créé à Lisbonne en 2003 en vue d'encourager les nouvelles initiatives artistiques contemporaines. Sa dernière édition se déroule à Milan en 2011.
En juillet 2009, l'Ariane de Rothschild Fellowship Program est lancé. Ce programme vise à créer des ponts dans le champ du dialogue interculturel,. Les premiers fellows sont formés à la Columbia Business School et à Cambridge, puis vont former une deuxième promotion à l'ESSEC Paris en janvier 2010. Cette initiative suscite l'attention de l'ONU, qui souhaite développer un partenariat autour de ce concept.
Ariane de Rothschild dirige également avec son mari la Edmond de Rothschild Foundation (en) (Israël), propriétaire des terres de la ville privée Césarée en Israël. À travers cette fondation est créé en 2009 le programme doctoral féminin Ariane de Rothschild, qui offre une bourse aux femmes de toute confession, au parcours académique exemplaire, et poursuivant un doctorat universitaire.
En mai 2019, lors du gala du Fonds pour la recherche de l'EORTC, Ariane de Rothschild fait don d'une bouteille de vin château Lafite Rothschild 1869 adjugée à 220 000 euros.
Selon une enquête du Wall Street Journal en 2023, Ariane de Rothschild aurait eu des contacts d'affaires avec le criminel sexuel américain Jeffrey Epstein, malgré des démentis précédents, et l'aurait aidé à chercher une assistante.

## Distinctions
- 2021 : Swiss finance women to watch in 2022[39]
- 2024 : Most Influential Woman in Finance 2024[40]

## Vie privée
Ariane de Rothschild est la veuve du baron Benjamin de Rothschild (1963-2021), qu'elle épouse en janvier 1999. Ensemble, ils ont quatre filles.